# Paul J. Mahoney
Paul J. Mahoney (ur. 1946) – brytyjski prawnik.
Ukończył studia prawnicze (Master of Arts, Uniwersytet Oksfordzki, 1967; Master of Laws, University College London, 1969). W latach 1967–1973 nauczał w University College London; w latach 1972-1974 prawocwał jako adwokat (barrister) w Londuynie. Od 1974 do 1990 administrator i główny administrator w Europejskim Trybunale Praw Człowieka; W 1988 wykładowca (visiting professor) na uniwersytecie Saskatchewan, Saskatoon. Następnie dyrektor ds. personalnych w Radzie Europy (1990-1993); kierownik wydziału (1993-1995), zastępca sekretarza (1995–2001), sekretarz w Europejskim Trybunale Praw Człowieka (2001-wrzesień 2005). Później przewodniczący Sądu do spraw Służby Publicznej Unii Europejskiej.